# Антигуа і Барбуда на Чемпіонаті світу з водних видів спорту 2015
Антигуа і Барбуда взяли участь у Чемпіонаті світу з водних видів спорту 2015, який пройшов у Казані (Росія) від 24 липня до 9 серпня.

## Плавання
Плавці Антигуа і Барбуди виконали кваліфікаційні нормативи в наведених нижче дисциплінах (не більш як 2 плавці на одну дисципліну за часом нормативу A, і не більш як 1 плавець на одну дисципліну за часом нормативу B):
Чоловіки
| Спортсмен         | Дисципліна           | Попередній заплив | Попередній заплив | Півфінал        | Півфінал        | Фінал           | Фінал           |
| Спортсмен         | Дисципліна           | Час               | Місце             | Час             | Місце           | Час             | Місце           |
| ----------------- | -------------------- | ----------------- | ----------------- | --------------- | --------------- | --------------- | --------------- |
| Ноа-Масколл-Гомес | 50 м вільним стилем  | 24.79             | 71                | Завершив виступ | Завершив виступ | Завершив виступ | Завершив виступ |
| Ноа-Масколл-Гомес | 50 м на спині        | 28.69             | 56                | Завершив виступ | Завершив виступ | Завершив виступ | Завершив виступ |
| Стефано Мітчелл   | 100 м вільним стилем | 56.34             | 96                | Завершив виступ | Завершив виступ | Завершив виступ | Завершив виступ |
| Стефано Мітчелл   | 50 м батерфляєм      | 27.72             | 60                | Завершив виступ | Завершив виступ | Завершив виступ | Завершив виступ |

Жінки
| Спортсменка      | Дисципліна           | Попередній заплив | Попередній заплив | Півфінал         | Півфінал         | Фінал            | Фінал            |
| Спортсменка      | Дисципліна           | Час               | Місце             | Час              | Місце            | Час              | Місце            |
| ---------------- | -------------------- | ----------------- | ----------------- | ---------------- | ---------------- | ---------------- | ---------------- |
| Макаела Головчак | 400 м вільним стилем | 4:47.77           | 49                | Н/Д              | Н/Д              | Завершила виступ | Завершила виступ |
| Макаела Головчак | 800 м вільним стилем | 9:37.68           | 42                | Н/Д              | Н/Д              | Завершила виступ | Завершила виступ |
| Саманта Робертс  | 100 м вільним стилем | 1:01.38           | 77                | Завершила виступ | Завершила виступ | Завершила виступ | Завершила виступ |
| Саманта Робертс  | 50 м батерфляєм      | 30.16             | 53                | Завершила виступ | Завершила виступ | Завершила виступ | Завершила виступ |